# David Schröder
David Schröder (* 28. April 1985 in Leipzig) ist ein deutscher Slalom-Kanute.
Seit 2004 fährt David Schröder zusammen mit seinem Partner Frank Henze im Zweier-Canadier (C2) für den Leipziger-Kanu-Club (LKC).
Die beiden Slalom-Kanuten gewannen in den Jahren 2006, 2007 und 2008 bei den Europameisterschaften die Goldmedaille im C2-Mannschaftsrennen.
Sie sind mehrmalige Deutsche Meister und konnten 2009  bei den Weltmeisterschaften im spanischen Seu d’Urgell die Silbermedaille im C2-Mannschaftsrennen gewinnen.